# Žnyborody
Žnyborody (ukrajinsky Жнибороди) je vesnice na Ukrajině. Leží v Čortkivském rajónu v Ternopilské oblasti, a v roce 2015 v ní žilo 678 obyvatel.

## Religia
- Cerkev svatého archanděla Michaela (Ukrajinská řeckokatolická církev)
- Cerkev Nanebevstoupení Páně (Ukrajinská pravoslavná církev Kyjevského patriarchátu)

## Osobnosti
- Mychajlo Kučer — ukrajinský vědec
- Mykola Vasylečko — ukrajinský fotograf,[1] wikipedista